# Площа самостійної розробки

Заводнення покладів: а — законтурне; б — приконтурне; в — з розрізанням на окремі площі; г — блокове; ґ– осьове; д — кільцеве; е — центральне; є — осередкове

Площа самостійної розробки (рос. площадь самостоятельной разработки; англ. area of separate development; нім. Fläche f des separaten Abbaus) — частина великого за площею нафтового об'єкта розробки, штучно відокремлена від інших його частин рядами нагнітальних свердловин. Площа самостійної розробки добре ілюструється картами-схемами розташування нагнітальних і видобувних свердловин (див. рис.).